# Atomkrig
Atomkrig er en krig med atomvåben (kernevåben). Atomkrig kan være langt mere destruktiv og tilføje skade på langt kortere tid end konventionel krig. En større atomkrig vil medføre væsentlige miljø- og sundhedsskader i de ramte områder som følge af forhøjet radioaktiv stråling, men også i form af forurening af jordens atmosfære i en atomvinter.
Kernevåben har været anvendt to gange i august 1945, ved afslutningen af 2. Verdenskrig, da USA detonerede atomvåben over Hiroshima og Nagasaki.

## Koldkrigstiden
Ved afslutningen af 2. Verdenskrig var USA det eneste land, der havde atomvåben, men den 29. august 1949 foretog Sovjetunionen en prøvesprængning af en atombomben RDS-1. Med to supermagter, der begge rådede over atomvåben, opstod under Den Kolde Krig en terrorbalance, hvor truslen om en gensidig ødelæggende atomkrig stabiliserede verdenssamfundet. 
I 1962 udsendte den danske regering en pamflet Hvis krigen kommer med vejledning til den danske befolkning om, hvordan den skal forholde sig i tilfælde af atomkrig.

## Efter den kolde krig
Et skrækscenarie er, at et ustabilt land som Nordkorea eller Iran angriber USA, som gengælder angrebet. Det ville få voldsomme klimatiske[kilde mangler] og politiske konsekvenser for hele verden og gøre livet på Jorden meget vanskeligt.[kilde mangler]

## Stanislav Petrov
I 1983 undlod Stanislav Petrov at reagere på elektroniske alarmer, som advarede om atommissiler på vej mod Sovjetunionen. Det viste sig at være fejl i kameraudstyret på sporingssatellitter, som forvekslede reflekteret sollys med varmestråling fra missiler.